# Río Shullcas
Der Río Shullcas ist ein 34 km langer linker Nebenfluss des Río Mantaro in Zentral-Peru.

## Flusslauf
Der Río Shullcas hat seinen Ursprung in der Cordillera Huaytapallana in dem 4636 m hoch gelegenen See Laguna Chuspicocha. Er fließt anfangs 4 km in Richtung Südwesten, anschließend 6 km nach Süden und schließlich erneut in Richtung Südwest. Auf seinen unteren 10 Kilometern durchquert der Fluss den Ballungsraum der Regionshauptstadt Huancayo. Dabei bildet er die Grenze zwischen den Distrikten El Tambo im Norden und Huancayo im Süden. Der Río Shullcas mündet schließlich in den nach Süden fließenden Río Mantaro, wenige Hundert Meter unterhalb der Einmündung des Río Cunas.

## Einzugsgebiet
Der Río Shullcas entwässert ein Areal von 220 km². Das Einzugsgebiet umfasst die Westflanke des vergletscherten Bergmassivs des Nevado Huaytapallana. Es grenzt im Norden an das des Río Achamayo, im äußersten Nordosten an das des Río Tulumayo, im Osten und im Südosten an das des Río Pariahuanca sowie im Süden an das des Río Chanchas.

## Hydrometrie
Der mittlere Abfluss des Río Shullcas 14,5 km oberhalb der Mündung liegt bei 3,16 m³/s. Die höchsten monatlichen Abflüsse treten im Februar mit einem mittleren Wert von 8,03 m³/s, die niedrigsten monatlichen Abflüsse im August mit 1,21 m³/s auf.
Das folgende Diagramm zeigt die mittleren monatlichen Abflüsse des Río Shullcas im Zeitraum 1985–2009.